# Кастелло-ді-Анноне
Кастелло-ді-Анноне (італ. Castello di Annone, п'єм. Castel d'Anon) — муніципалітет в Італії, у регіоні П'ємонт,  провінція Асті.
Кастелло-ді-Анноне розташоване на відстані близько 480 км на північний захід від Рима, 55 км на південний схід від Турина, 9 км на схід від Асті.
Населення — 1891 особа (2014).
Щорічний фестиваль відбувається 16 липня. Покровитель — Madonna del Carmine.

## Демографія
Населення за роками:

Станом на 1 січня 2023 року в муніципалітеті офіційно проживало 260 іноземців з 30 країн, серед них 51 громадянин країн Євросоюзу та 1 громадянин України.

## Сусідні муніципалітети
- Асті
- Черро-Танаро
- Куаттордіо
- Рефранкоре
- Рокка-д'Араццо
- Роккетта-Танаро